# Archivio di Stato di Pavia
L'Archivio di Stato di Pavia fu istituito con decreto ministeriale il 15 aprile del 1959 e aperto al pubblico nel giugno del 1962; ha sede presso l'ex monastero di San Maiolo, in via Cardano n. 45.

## La sede

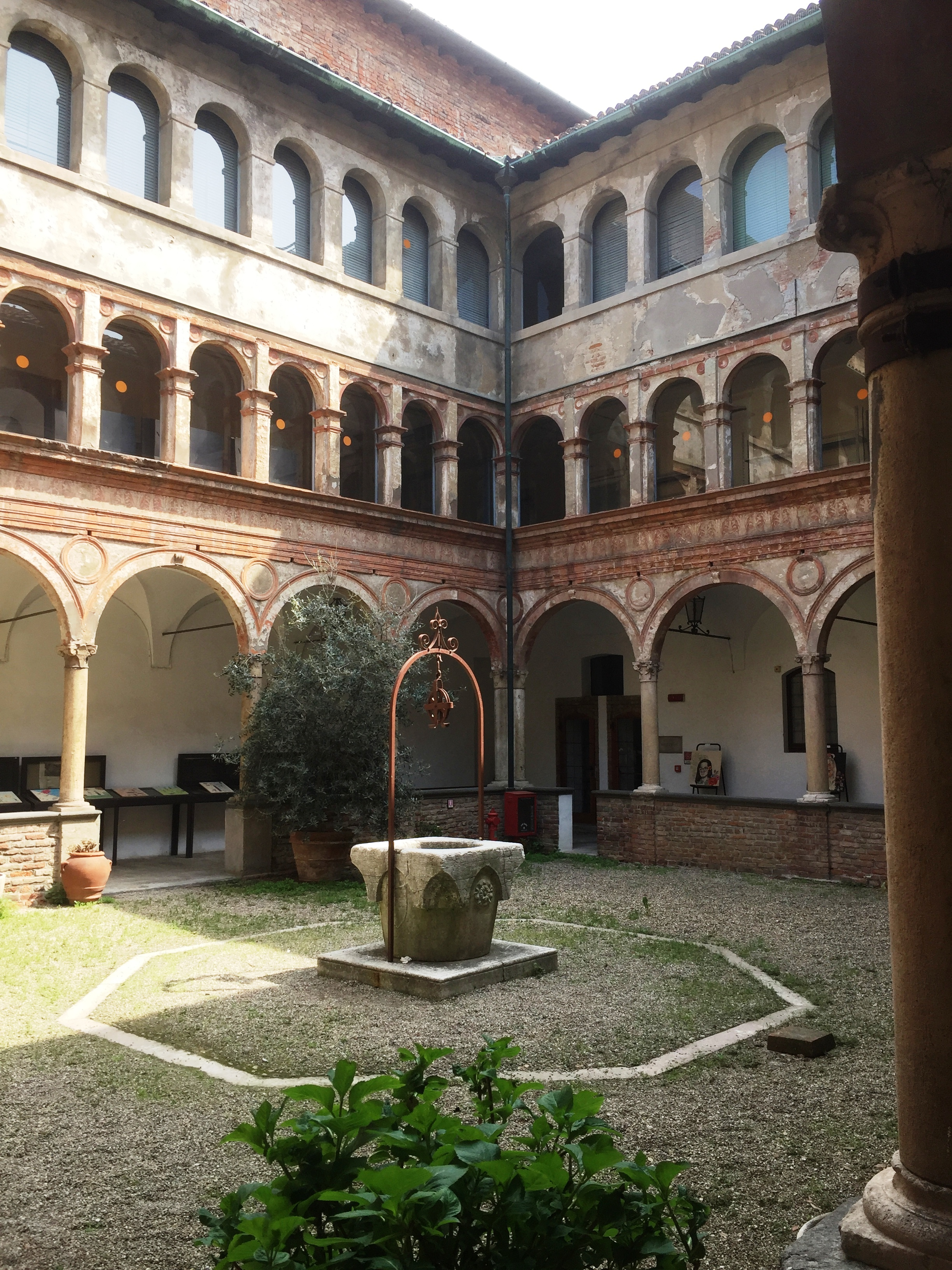
Il chiostro, fine XV secolo- primi anni del successivo.

L'archivio è ospitato all'interno dell'ex monastero di San Maiolo. Il monastero di San Maiolo è stato il primo insediamento cluniacense italiano e venne fondato nel 967 dall'Abate Maiolo e dal nobile pavese Gandulfo e la sua originaria intitolazione era priorato di Santa Maria Cella Aurea, cambierà nome solo alla morte di Maiolo nel 982. Nel 982 l'imperatore Ottone II riformò l'ente e lo dotò di ingenti beni a Scaldasole, Ferrera e Arena Po. Tuttavia la comunità monastica non fu mai molto numerosa: nel 1214 essa era costituita da solo otto monaci, saliti a 13 nel 1344 e poi nuovamente diminuiti (dopo che l'ente fu dato in commenda dal 1380) a quattro nel 1469. Nel 1564 papa Sisto IV soppresse il monastero e destinò le sue rendite al collegio Borromeo. Nel 1566 il complesso fu affidato ai Padri Somaschi che lo adibirono a sede della casa generalizia della loro congregazione fino all'anno 1767. Successivamente gli stessi somaschi lo destinarono a uso orfanotrofio fino al 1793.
Il complesso arrivò ad occupare quasi tutto l'isolato e oggi al suo interno sono ancora apprezzabili la chiesa, ricostruita integralmente dai Padri somaschi tra il 1596 e i primi decenni del Seicento, e il chiostro, realizzato tra la fine del XV secolo e primissimi anni del Cinquecento (dove si trovava il precedente chiostro risalente al XIII secolo) da un abate commendatario appartenente alla famiglia Corti. Lo stemma di questa famiglia è visibile nella decorazione tra il portico e il loggiato. Il chiostro, perfettamente inserito già dai monaci cluniacensi nel fitto tessuto urbano, che ne ha probabilmente condizionato le dimensioni, ridotte rispetto agli altri esemplari pavesi, come San Lanfranco, Santa Maria Teodote, Santa Clara, Santa Maria delle Cacce o San Felice, presenta un perimetro quadrangolare, circondato da un quadriportico scandito da quattro campate nei lati est e ovest, da sei campate a nord e cinque a sud. La struttura si distribuisce su tre ordini, dei quali il terzo è probabilmente il risultato di un'aggiunta posteriore. Le campate sono coperte da volte a crociera. I capitelli sono delle tipologie più note del primo rinascimento lombardo e raffinate cornici modanate in cotto delineano le ghiere delle arcate, tra le quali si inseriscono tondi dal bordo modanato.  Elemento distintivo e qualificante del dettaglio architettonico del chiostro è la mensola di pietra in chiave d'arco. Il secondo ordine del chiostro presenta una serie di piccole aperture ad arco, in rapporto di due per ogni campata del primo ordine. Ogni arcatella poggia su sottili semipilatri ed è incorniciata da lesene. Diversamente dai più noti modelli lombardi di chiostri o cortili, che a un primo ordine porticato sovrappongono una loggia in cui la campata, scandita in genere da paraste, viene bipartita in due archetti minori, inseriti comunque in un unico ordine, nel chiostro il piano superiore presenta una partitura architettonica autonoma rispetto al primo. Gli archetti della loggia sono inquadrati singolarmente da lasene prive di ordine e presentano due piccoli tondi in cotto nei triangoli del soprarco, che riprendono i tondi del primo ordine. Tra i commendatari di San Maiolo vi furono importanti esponenti della nobiltà pavese e, intorno al 1490, addirittura Ascanio Maria Sforza, che cedette poi la commenda a Francesco Corti. Alcuni scavi archeologici effettuati tra il 1999 e il 2000 nell'ala est del fabbricato hanno portato alla luce i resti di un impianto artigianale di età romana.

## I fondi archivistici
Tra i 51 fondi archivistici attualmente conservati, da basso una rapida presentazione di quelli più significativi.
Fondo Amministrazione Città e Principato di Pavia (1500 -1799) è diviso in diverse sottocategorie: Tribunale di Provvisione (1500- 1786) dove sono raccolte le carte del Tribunale di Provvisione, organo esecutivo del consiglio generale del comune, delibere del consiglio stesso, appalti, dazi e documenti dei prefetti al governo della città (1762-1786). Congregazione Municipale (1786- 1800), Abbati deputati al governo della città e del principato (1720- 1741) organo incaricato di mantenere i contatti con il senato di Milano, dove gli abati avevano un loro oratore. Congregazione dei soprintendenti e sindaci della provincia e del principato (1715- 1730), dove si conserva la documentazione dell'organo formato dai sei rappresentanti della provincia e si occupava principalmente di questioni tributarie. 
Alcuni fondi riguardano la giustizia e l'ordine pubblico, come il fondo Tribunale di appello (1600- 1784), il fondo Tribunale di prima istanza civile, criminale e mercantile (1839- 1856), il fondo Tribunale di Voghera (1822- 1923), il fondo Questura di Pavia (1871- 1965) che contiene anche una seria intitolata "Cittadini di origine ebraica", il fondo Prefettura di Pavia (1943- 1951), dove si conserva anche documentazione sui detenuti politici, la corrispondenza con gli Headquarters of Military Government of Lombardy Region e documentazione sui cechi e gli slovacchi che si unirono alle formazioni partigiane. Il fondo Ufficiali patrioti (1943- 1951) proviene dalla prefettura di Pavia e contiene elenchi di partigiani, ricompense al valore, rapporti e notizie sui detenuti politici, ed è soprattutto costituito da pratiche relative ai caduti, ai deportati e ad azioni di rappresaglia. Il fondo è consultabile solo in parte, dato che alcuni documenti sono riservati e possono essere esaminati solo tramite l'autorizzazione del ministero dell'interno.
Simile è anche il fondo Intendenza di Finanza (1918- 1984) che conserva anche atti riguardanti gli accertamenti sulla razza ebraica e danni di guerra. Sempre legati agli eventi bellici sono il fondo Distretto militare di Pavia (1871 – 1927), che contiene ruoli matricolari e cartelle personali, e il fondo Ufficio di leva (1871- 1904).
Il fondo Catasto teresiano (1722- 1856) si compone di 1.735 mappe, le più antiche rilevate in trabucchi milanesi e orientate non verso nord ma in direzione di Vienna, che coprono l'intero principato di Pavia (con l'esclusione della Lomellina e dell'Oltrepò, territori ceduti, a causa delle guerre del Settecento, al regno di Sardegna), il vicariato di Binasco e la pieve di San Giuliano del ducato di Milano e la parte meridionale del contado di Lodi.
Molto importanti sono i fondi notarili conservati nell'archivio, come il fondo Notarile di Pavia (1256- 1907), che conserva, in ben 18.751 buste, protocolli, repertori e testamenti prodotti dai notai di Pavia a partire dal primo professionista di cui ci sono giunte le filze: Olivello de Figaria, attivo intorno alla metà del XIII secolo. Vi è poi il fondo Notarile di Voghera (1341- 1870), diviso in 6.440 buste, il fondo Notarile di Vigevano (1441- 1907), ripartito in 6.204 buste, e il fondo Notarile di Casale Monferrato (1802- 1979), 686 buste. Si conservano inoltre, nel fondo Collegio dei notai di Pavia (1264- 1880) gli statuti e ordinamenti dei professionisti pavesi e i volumi (il più antico risale al 1284) contenenti le matricole dei notai attivi in città, suddivisi in base alla porta urbana di appartenenza, e quelli operativi in Lomellina e in Oltrepò.   
Il fondo Università degli studi di Pavia (1361- 1897, con documenti in copia dal 1341) fu depositato in archivio nel 1966 e contiene gli archivi delle varie facoltà, registri, a partire dal 1469, nei quali sono registrati gli stipendi versati ai dipendenti dell'ente, rotoli e tabelle dei lettori, a partire dal 1406, con indicazioni dell'insegnamento e dello stipendio dei lettori (professori) e privilegi concessi dai duchi di Milano e da sovrani e imperatori all'ateneo. Il fondo contiene anche alcune filze di notai che rogarono, anche, per l'università, quali il chierico e notaio e cancelliere del vescovo di Pavia Albertolo Griffi di Varese (1367- 1420), Catelano Cristiani (1415- 1418) e Ubertario Bronzio (1420- 1448) anch'esso cancelliere del vescovo. 
Il fondo Ospedale San Matteo (1063- 1900) fu ceduto negli anni '80 del Novecento dall'amministrazione del policlinico San Matteo. L'ospedale sorse nel 1449 per iniziativa del monaco domenicano Domenico da Catalogna e di un gruppo di dodici cittadini (sia aristocratici, sia mercanti) che formarono una confraternita. Il fondo non solo conserva la documentazione clinica e amministrativa dell'ente, ma, soprattutto, quella dei tanti beni, in particolar modo grandi possessioni terriere, che pervennero nei secoli all'ospedale per lascito e donazione testamentaria.
Nell'archivio confluirono, quasi tutti per donazione, molti archivi nobiliari di importanti famiglie aristocratiche pavesi, ricordiamo in particolare il fondo Beccaria e Bottigella (1404- 1808), il fondo Belcredi (1332-1795) nel quale gran parte della documentazione è riferita ai possessi della famiglia a Montalto Pavese, Golferenzo, Torricella Verzate e Volpara, il fondo Bellisomi (1401-1801), il fondo Campeggi Garovaglia (1393- 1690) le cui carte riguardano principalmente il feudo di Villaregio, il fondo Gambarana (1466- 1810), il fondo Isimbardi (1343- 1898) e il fondo Malaspina di Varzi (1501- 1899).
L'archivio conserva anche carte e archivi familiari, come il fondo Casali Belloni (1686- 1950) che raccoglie la documentazione di quattro ingegneri, progetti e costruttori pavesi e, soprattutto il fondo Mori, formato dalle carte di Cesare Mori, senatore e prefetto. Il fondo fu donato all'archivio nel 1969 da Carolina Mori, nipote di Cesare Mori, e contiene documentazione dell'attività del prefetto, in particolar modo nella repressione della mafia. Delle 46 buste conservate nel fondo due possono essere consultate solo dietro l'autorizzazione del ministero dell'interno poiché contengono atti riservati.
L'archivio dispone anche di una biblioteca, il cui patrimonio librario è costituito da circa 7.000 volumi, dei quali vi è una cinquecentina, quattro edizioni del XVII secolo, 17 del Settecento, 49 del XIX secolo, 75 microfilm, 144 periodici, di cui 27 correnti.

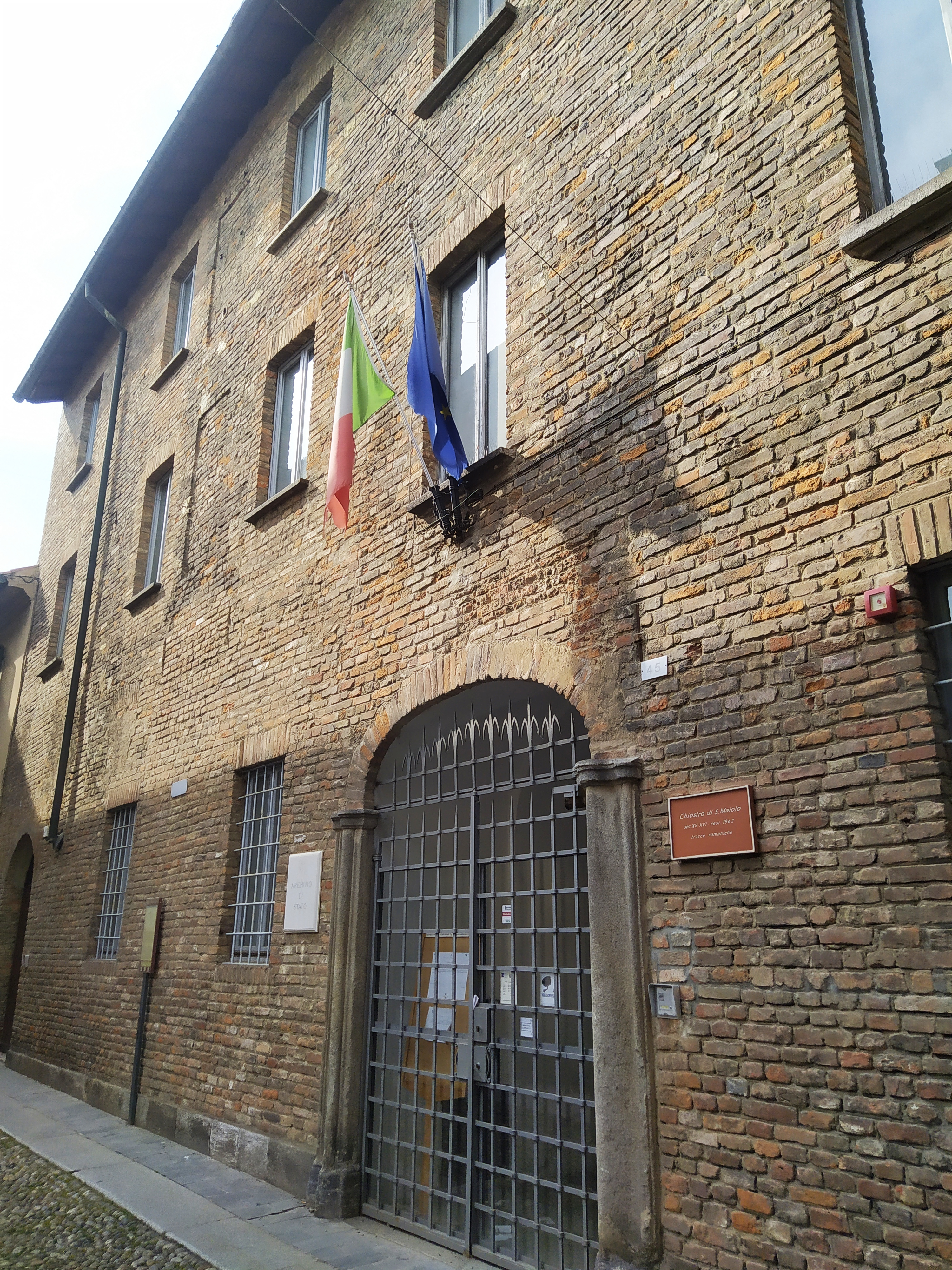
La facciata.